# Nexit
Nexit ist ein Kurzbegriff für den möglichen Austritt der Niederlande aus der Europäischen Union (EU).
Die Wortbildung Nexit ist dem Begriff Brexit für den EU-Austritt des Vereinigten Königreichs nachempfunden: Es ist ein Kofferwort aus „Ne“ (für „Niederlande“ oder niederländisch „Nederland“) und „exit“ (englisch für Austritt).

## Parlamentswahl 2017
Als einziger Spitzenpolitiker in den Niederlanden forderte der Vorsitzende der rechtspopulistischen Partij voor de Vrijheid (PVV), Geert Wilders, den Austritt aus der Europäischen Union. Vor der Parlamentswahl am 15. März 2017 kündigte er an, ein Austrittsreferendum abhalten zu wollen, sollte er nächster Ministerpräsident werden. Wilders wurde jedoch nicht stärkste Kraft.

## Umfragen
Nach Umfrageergebnissen des Pew Research Center aus dem Juni 2016 – kurz vor dem EU-Mitgliedschaftsreferendum im Vereinigten Königreich 2016 – sahen in den Niederlanden 46 Prozent der Bevölkerung die EU als unvorteilhaft an. Dies war innerhalb der ausgewerteten EU-Staaten das sechstschlechteste Ergebnis (Deutschland lag mit 48 Prozent auf dem fünften Platz). Laut einer Umfrage des Nachrichtenmagazins EenVandaag im Juni 2016 hätten 48 Prozent der Niederländer für einen Austritt und 45 Prozent für einen Verbleib in der EU gestimmt.

## Austrittsbestrebungen in anderen europäischen Ländern
In einigen europäischen Ländern gibt es Gruppierungen, die ebenfalls einen Austritt aus der Europäischen Union anstreben. In Anlehnung an die Bezeichnung „Brexit“ für den Austritt des Vereinigten Königreichs ist in diesem Zusammenhang die Rede von Danexit (Dänemark), Dexit (Deutschland), Frexit (Frankreich), Grexit (Griechenland), Italexit (Italien) oder Öxit (Österreich).